# 齊佩爾鎮區 (明尼蘇達州伍茲湖縣)
齊佩爾鎮區（英語：Zippel Township）是位於美國明尼蘇達州伍茲湖縣的一個行政鎮區。

## 地方資料
齊佩爾鎮區的面積為86.19平方千米，當中陸地面積為84.68平方千米，而水域面積為1.51平方千米。根據2020年美國人口普查的數據，當地共有人口105人，而人口密度為每平方千米1.22人。